# Futbol al Paraguai

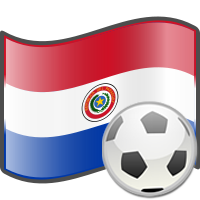

El futbol és, amb diferència, l'esport més popular del Paraguai fins al punt que forma part de la cultura nacional.

## Història

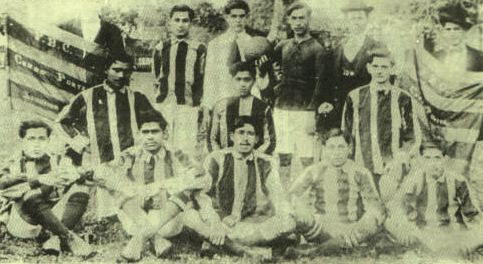
Cerro Porteño.

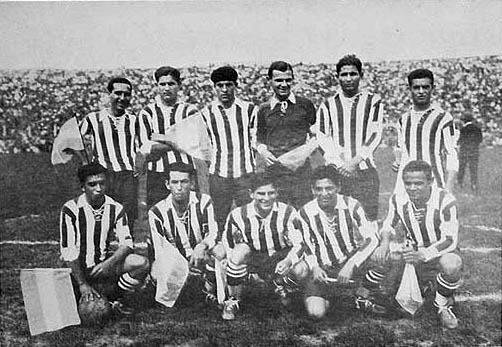
Paraguai al campionat sud-americà de 1929.

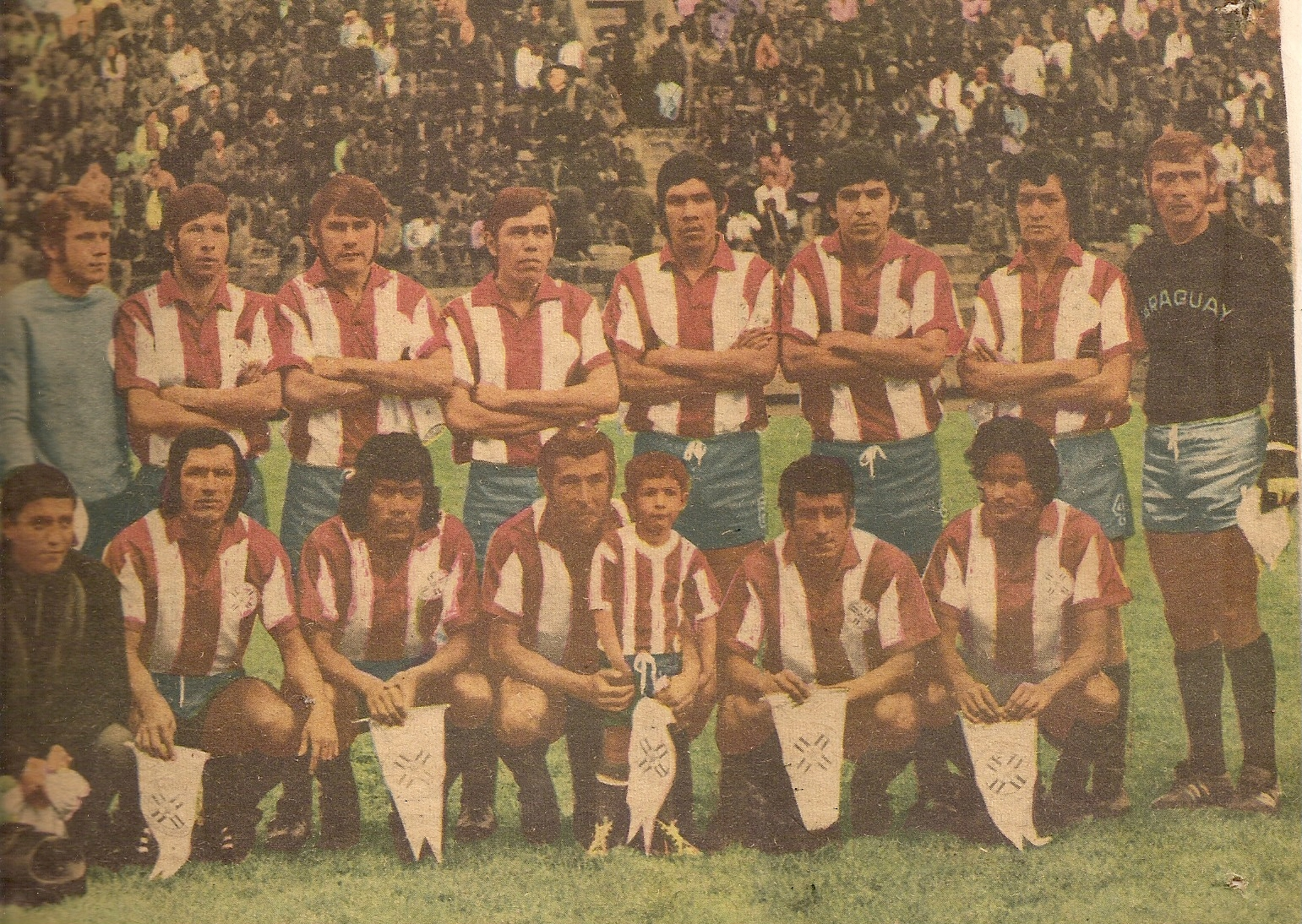
Selecció del Paraguai.

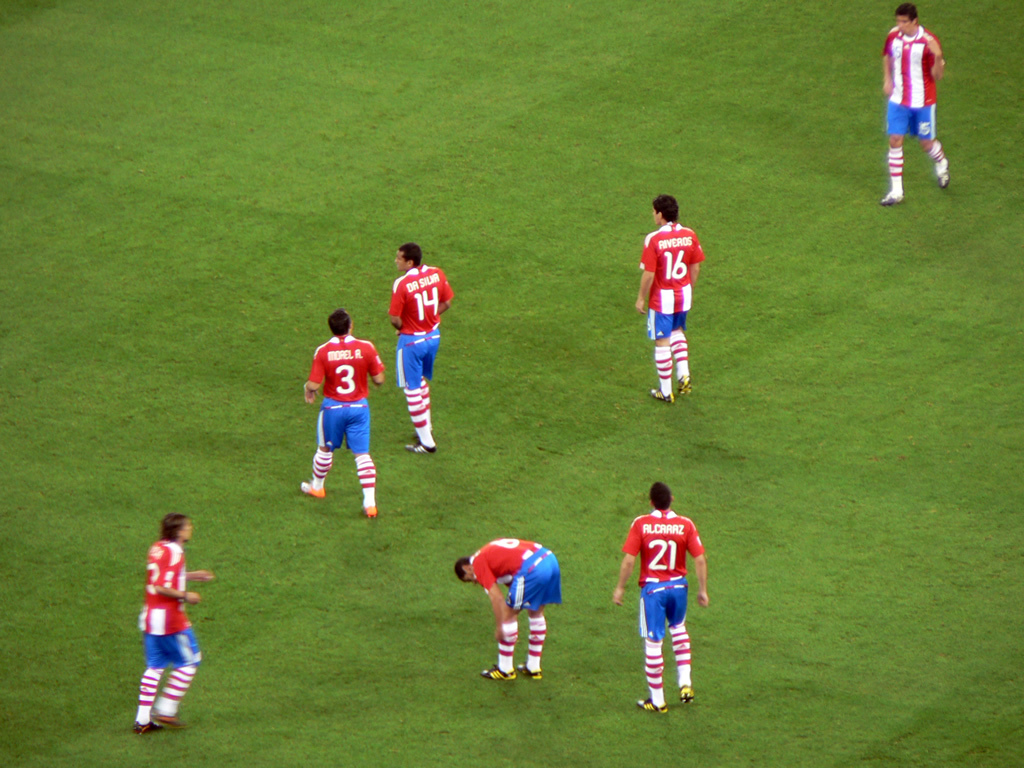
Paraguai vs. Itàlia el 14 de juny de 2010.

El futbol va arribar a Paraguai a finals del segle xix. Hi ha versions diferents sobre com això va passar. La versió més freqüent és la de William Paats, la qual disposa de nombrosa documentació en premsa. Segons aquesta versió, el futbol va ser introduït per primera vegada al Paraguai per l'holandès William Paats, que es va traslladar dels Països Baixos a Asunción (la capital del Paraguai) el 1888. Durant un viatge a Buenos Aires, Paats va comprar una pilota i la va portar a Asunción per tal d'ensenyar l'esport, que es desconeixia entre els paraguaians. Al principi, el futbol només era practicat per l'elit (classe alta), però aviat es va fer molt popular i es va estendre ràpidament a tot el país a persones de totes les classes socials.
Una altra versió porta la gènesi del futbol al Paraguai una mica més enrere, fins a 1886 i en l'àrea de Borja. Miguel Angel Bestard, en el seu reconegut volum "Paraguai: Un segle de futbol", explica una història sobre com els treballadors del ferrocarril anglès van organitzar jocs contra els paraguaians locals. L'equip anglès va ser nomenat "Everton", com un clar homenatge al club de Liverpool, Anglaterra.
El 1900 es van celebrar petits tornejos a la Plaça d'Armes, una plaça situada al centre d'Asunción. A causa de l'enorme èxit dels tornejos i de les grans assistències pels jocs, Paats va decidir fundar el primer club de futbol paraguaià, que va nomenar Olimpia Football Club (més tard anomenat Club Olimpia) el 1902. El 1906 el nombre de clubs de futbol a Paraguai havia augmentat i es va fundar l'Associació del Futbol Paraguaià (òrgan de govern del futbol al Paraguai). El 1910, el Paraguai va formar la seva primera selecció nacional per jugar contra l'equip de Corrientes, Argentina, però hauria d'esperar fins al 1919 perquè l'equip nacional argentí visités Asunción per als primers partits internacionals oficials amb el Paraguai.
L'Associació del Futbol Paraguaià es va unir a CONMEBOL el 1921 i la FIFA el 1925.
L'equip nacional ha participat en vuit ocasions al Mundial FIFA (a data de 2018) i ha guanyat dues Copes Amèrica, i una medalla d'or olímpica als Jocs Olímpics de 2004. A nivell del club, Olimpia Asunción ha guanyat un total de vuit tornejos internacionals, incloent tres Copes Libertadores i una Copa Intercontinental. Entre els jugadors de futbol més importants i reeixits de la història paraguaiana hi ha Arsenio Erico, Aurelio González, Romerito i José Luis Chilavert.

## Competicions
- Lliga paraguaiana de futbol
- Copa Paraguay
- Torneig República

## Principals clubs
- Club Cerro Porteño (Asunción)
- Club Guaraní (Asunción)
- Club Libertad (Asunción)
- Club Nacional (Asunción)
- Club Olimpia (Asunción)
- Club Sol de América (Asunción)
- Club Presidente Hayes (Asunción)
- Club Sportivo Luqueño (Luque)

## Jugadors destacats
Font:

Dècada de 1920
- Modesto Denis
- Manuel Fleitas Solich
- Luis Fretes
- Ildefonso López
- Gerardo Rivas
- Luis Vargas Peña

Dècada de 1930
- Delfín Benítez Cáceres
- Arsenio Pastor Erico
- Aurelio González Benítez
- Attila Sallustro

Dècada de 1940
- Marcial Barrios
- Modesto Bría
- Castor Sixto Cantero
- Manuel Gavilán
- Juan Bautista Villalba

Dècada de 1950
- Juan Bautista Agüero
- Dionisio Arce
- Ángel Berni
- Eligio Echagüe
- Rubén Fernández
- Sinforiano García
- Heriberto Herrera
- Eulogio Martínez
- José Parodi
- Cayetano Ré
- Adolfo Riquelme
- Salvador Villalba

Dècada de 1960
- Vicente Bobadilla
- Juan Vicente Lezcano
- Idalino Monges
- Francisco Reyes
- Sergio Rojas
- Juan Ángel Romero

Dècada de 1970
- Ever Hugo Almeida
- Osvaldo Aquino
- Adolfo Gustavo Benítez
- Saturnino Arrúa
- Carlos Diarte
- Alicio Solalinde
- Alcides Sosa
- Hugo Ricardo Talavera

Dècada de 1980
- Raúl Vicente Amarilla
- Roberto Cabañas
- Virginio Cáceres
- Rogelio Delgado
- Roberto Gato Fernández
- Buenaventura Ferreira
- Ramón Ángel Hicks
- Julio César Romero Romerito
- Juan Bautista Torales
- César Zabala

Dècada de 1990
- Celso Ayala
- Miguel Ángel Benítez
- Jorge Luis Campos
- José Cardozo
- José Luis Chilavert
- Julio César Enciso
- Carlos Gamarra
- Catalino Rivarola

Dècada de 2000
- Roberto Acuña
- Francisco Arce
- Carlos Bonet
- Julio César Cáceres
- Claudio Morel Rodríguez
- Carlos Humberto Paredes
- Roque Santa Cruz
- Paulo César da Silva
- Estanislao Struway
- Justo Villar

Dècada de 2010
- Edgar Milciades Benítez
- Denis Caniza
- Víctor Cáceres
- Óscar René Cardozo
- Cristian Riveros
- Nelson Haedo Valdez

## Principals estadis

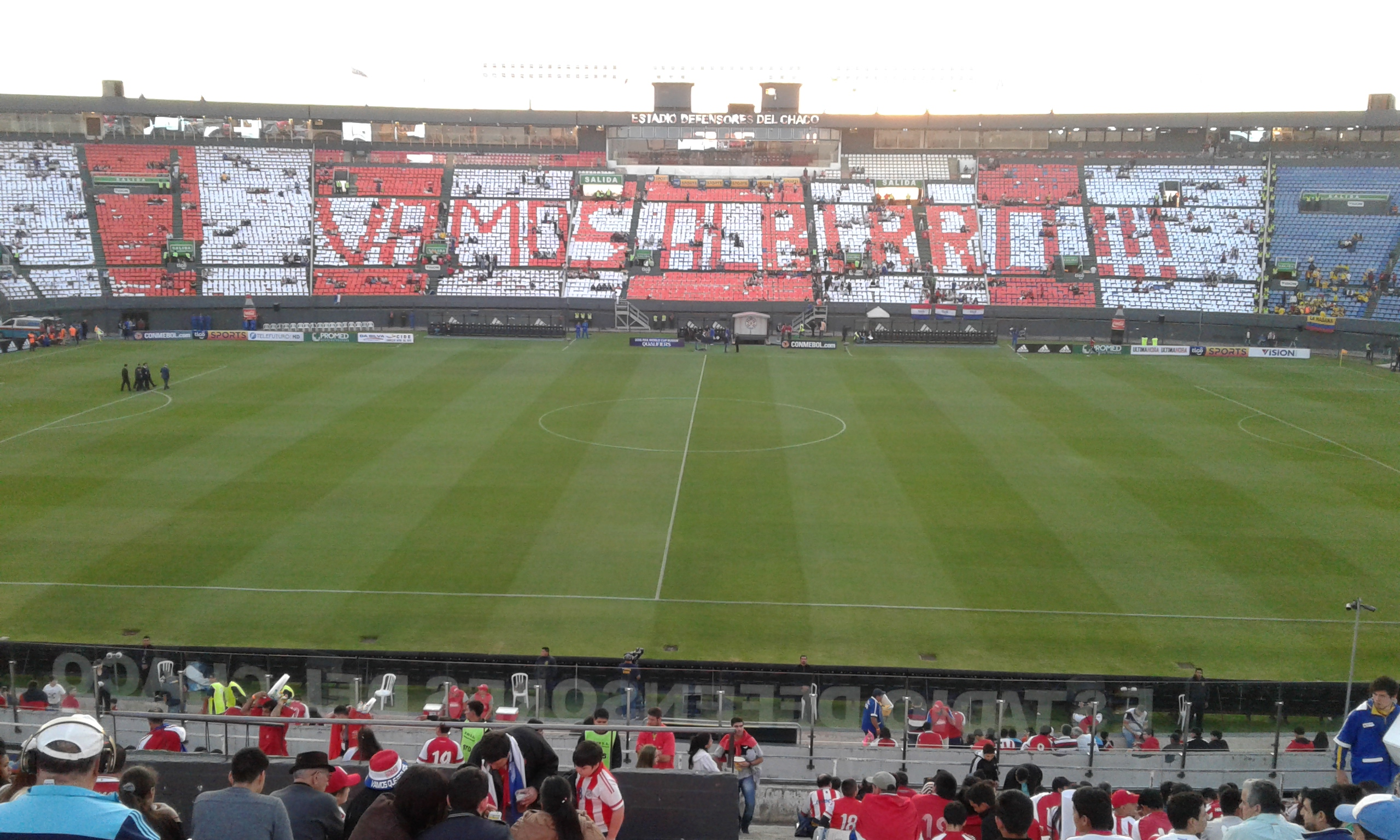
Estadi Defensores del Chaco.

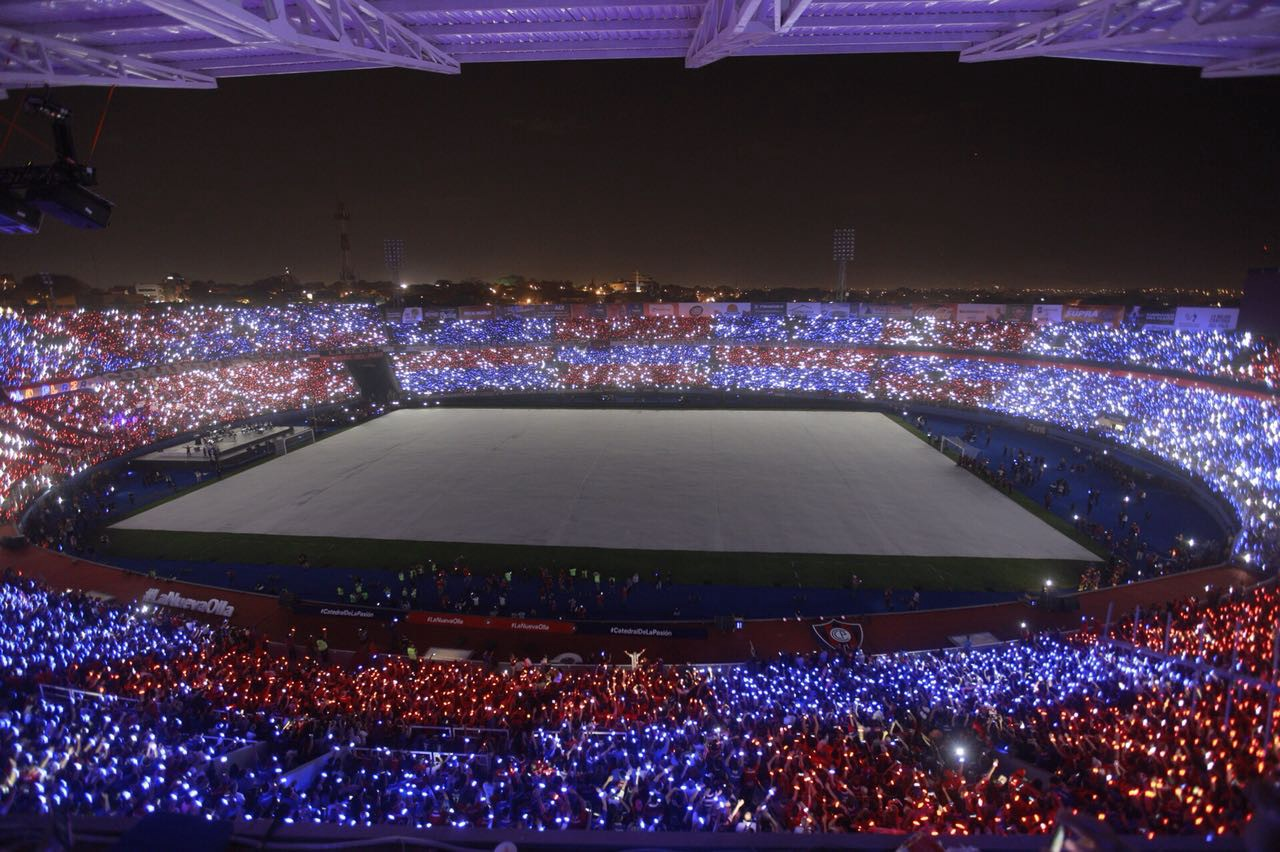
Estadi General Pablo Rojas (L'Olla Monumental).

| #  | Estadi                         | Capacitat | Ciutat               | Equip                      |
| -- | ------------------------------ | --------- | -------------------- | -------------------------- |
| 1  | Estadio Defensores del Chaco   | 40.800    | Asunción             | Paraguai                   |
| 2  | Estadio General Pablo Rojas    | 32.910    | Asunción             | Cerro Porteño              |
| 3  | Estadio Antonio Oddone Sarubbi | 28.000    | Ciudad del Este      | Club Atletico 3 de Febrero |
| 4  | Estadio Feliciano Cáceres      | 24.000    | Luque                | Club Sportivo Luqueño      |
| 5  | Monumental Río Parapití        | 22.000    | Pedro Juan Caballero | Club 2 de Mayo             |
| 6  | Estadio Manuel Ferreira        | 21.000    | Asunción             | Olimpia Asunción           |
| 7  | Estadio Agustín Báez           | 15.000    | Atyrá                | Club 4 de Octubre          |
| 8  | Estadio Roberto Bettega        | 12.000    | Asunción             | Tacuary                    |
| 9  | Estadio Dr. Nicolás Leoz       | 10.000    | Asunción             | Club Libertad              |
| 10 | Estadio Juan Canuto Pettengill | 8.000     | Itauguá              | Club 12 de Octubre         |